# Acrocyrtidus
Acrocyrtidus är ett släkte av skalbaggar som ingår i familjen långhorningar.

## Arter
- Acrocyrtidus argenteofasciatus
- Acrocyrtidus argenteus
- Acrocyrtidus attenuatus
- Acrocyrtidus aurescens
- Acrocyrtidus auricomus
- Acrocyrtidus avarus
- Acrocyrtidus diversinotatus
- Acrocyrtidus fasciatus
- Acrocyrtidus fulvus
- Acrocyrtidus longipes
- Acrocyrtidus simianshanensis